# Batang Quiapo
FPJ's Batang Quiapo é uma telenovela filipina produzida e exibida pela Kapamilya Channel desde 13 de fevereiro de 2023. É protagonizada por Coco Martin.

## Enredo
Um jovem se torna um dos maiores bandidos do bairro enquanto navega na vida para sobreviver em Quiapo. Na esperança de conquistar o afeto de seus pais, sua façanha o aproxima da verdade sobre sua identidade.

## Elenco
Elenco principal
- Coco Martin como Jesus Nazareno "Tanggol" A. Dimaguiba[4]
- Lovi Poe como Monica "Mokang" Dimaculangan[5]
- Charo Santos como Matilde "Tindeng" Asuncion
  - Precious Lara Quigaman como jovem Tindeng
- Cherry Pie Picache como Maria Teresa "Marites" Asuncion-Dimaguiba
  - Miles Ocampo como jovem Marites[6]
- Christopher de Leon como Ramon Montenegro[7]
  - Coco Martin como young Ramon[4]
- Lito Lapid como Primo "Supremo" Medina[8]
- John Estrada como policial Rigor Dimaguiba
  - Ejay Falcon como jovem Rigor
- Lorna Tolentino as Amanda Salonga[9]
- Tommy Abuel como Don Julio Montenegro
  - Raul Montesa como jovem Don Julio
- Irma Adlawan como Olga Montenegro
  - Ryza Cenon como jovem Olga
- RK Bagatsing como Gregorio "Greg" Montenegro
- Julio Diaz como policial Augustus V. Pacheco

Elenco de apoio
- McCoy de Leon como David A. Dimaguiba
- Ronwaldo Martin como Santino A. Dimaguiba
- Lou Veloso como Ricardo "Noy" Asuncion, Jr.
  - Karl Medina como jovem Noy
- Pen Medina como Marciano "Marsing" Dimaculangan
- Susan Africa como Nonita "Nita" Dimaculangan
- Ping Medina como Edwin Dimaculangan
- Rez Cortez como Abdul
- Sarah Edwards como Fatima
- Mark Anthony "Big Mak" Andaya como Tanos
- Renz Joshua "Baby Giant" Baña como Oweng
- Sugar Ray "Mammoth" Estroso como Bulldog
- Ryan Martin como Dolfo
- Jojit Lorenzo como Enteng
- Ronnie Lazaro como Lucio
- Mark Lapid como Ben
- Benzon Dalina como Turko
- Allan Paule como policial Armando "Mando" Mendoza
  - Marlo Mortel como jovem Mando
- Mercedes Cabral como policial Lena Cortez
- King Gutierrez como tenente-coronel da polícia Manuel Suarez
- Dindo Arroyo como Severino
- Toni Fowler como Chicky
- Lovely Jimenez-Dela Peña como Joy
- Norvin Dela Peña como Norman
- Elyson "Ghost Wrecker" Caranza como Tanod/Kagawad
- Aaron "Yorme" Sunga como Tolits
- Erin Espiritu como Tala
- Anghel Marcial como Billiard Boys
- Ghersie Fantastico como Billiard Boys
- Robbie Packing como Ato
- Ivan Carapiet como Diego
- Marlon Tourette como Iking
- Joel Lamangan como Rodolfo "Roda" Del Mar
- Jeffrey Tam como Leroy "Roy" Tiu-Lee
- Odette Khan como Aurora Samson Cheng
- Joonee Gamboa como Harrison "Angkong" Co Cheng
- Kiko Matos como Eric
- Joey Marquez como Berting
- Nanding Josef como pai Ruben

Elenco de convidados
- Rey Langit como Ruben
- Jun Hidalgo como Omar
- Dino Imperial como JP
- Paolo Serrano como Paquito
- Jimboy Martin como Karlo
- Karla Marie Preizer como Sarah
- Sophie Reyes como Jill
- Drey Brown como Tony
- Yukii Takahashi como Camille
- Myrna Castillo como Myrna
- Loi "Mama Loi" Villarama como Loisa
- Francis Valle "Dyosa Pockoh" Suayan como Jessa
- Leo Bruno como Fria
- Alexa Macanan como Ema
- Bryan "Smugglaz" Lao como Kidlat
- Lordivino "Bassilyo" Ignacio como Teban
- Raymond Buensuceso "Flict-G" Rivera como Rocky
- Boss "Barakojuan" John como Buboy
- Bullet "Boss Bullet" Manliclic como Bagyo
- Antonio "Mastafeat" Cajuban Jr. como Pito
- Jonas Dichoso como Jojo
- Romarico "Crazymix" Superable como Bochok
- Marco "Kial" Alkadama como Toryo
- Christian Carlo "Pistolero" Cañares como Kaloy
- Pokski Ramirez como Opong
- Jeolanie Aporado Sacdalan como chairman
- Pontri Bernardo como policial Rivas
- Katrina Paula como Tinay
- Jonic Magno como Nestor
- Anne Feo como Lilian
- Kevin de Vela como Efren
- Ricardo Cepeda como Richardson Leong Wu
- Marina Benipayo como Christine Cheng
- Amanda Zamora como Charlene Cheng
- Val Iglesias como Mulong
- Kenjhons Serrano como capanga de Amanda
- Lauren Novero como capanga de Amanda
- Wilmar "Scarface" Peñaflorida como capanga de Amanda
- John Ching como capanga de Amanda
- Rey Solo como capanga de Amanda
- Raul "Higante" Dillo como capanga de Amanda
- Rey Bejar como capanga de Amanda
- Alex Cunanan como capanga de Amanda
- Xander Madrid como capanga de Amanda
- Ricky Alma Jose como capanga de Amanda

## Exibição
| País/Região      | Emissora          | Data de estréia         | Data de final | Título        |
| ---------------- | ----------------- | ----------------------- | ------------- | ------------- |
| Filipinas        | Kapamilya Channel | 13 de fevereiro de 2023 | presente      | Batang Quiapo |
| Filipinas        | A2Z               | 13 de fevereiro de 2023 | presente      | Batang Quiapo |
| Filipinas        | TV5               | 13 de fevereiro de 2023 | presente      | Batang Quiapo |
| Estados Unidos   | TFC               | fevereiro de 2023       | presente      | Batang Quiapo |
| Canadá           | TFC               | fevereiro de 2023       | presente      | Batang Quiapo |
| Japão            | TFC               | fevereiro de 2023       | presente      | Batang Quiapo |
| Coreia do Sul    | TFC               | fevereiro de 2023       | presente      | Batang Quiapo |
| Taiwan           | TFC               | fevereiro de 2023       | presente      | Batang Quiapo |
| Hong Kong        | TFC               | fevereiro de 2023       | presente      | Batang Quiapo |
| Malásia          | TFC               | fevereiro de 2023       | presente      | Batang Quiapo |
| Indonésia        | TFC               | fevereiro de 2023       | presente      | Batang Quiapo |
| Singapura        | TFC               | fevereiro de 2023       | presente      | Batang Quiapo |
| Papua-Nova Guiné | TFC               | fevereiro de 2023       | presente      | Batang Quiapo |
| Austrália        | TFC               | fevereiro de 2023       | presente      | Batang Quiapo |
| Nova Zelândia    | TFC               | fevereiro de 2023       | presente      | Batang Quiapo |
| Europa           | TFC               | fevereiro de 2023       | presente      | Batang Quiapo |
| Médio Oriente    | TFC               | fevereiro de 2023       | presente      | Batang Quiapo |